# Mahmoud Mollaghasemi
Mahmoud Mollaghasemi, né le 5 avril 1929, est un lutteur libre iranien.

## Carrière
Il obtient la médaille de bronze aux Jeux olympiques d'été de 1952 à Helsinki en catégorie des moins de 52 kg.